# Bandera d'Almatret
La bandera oficial d'Almatret té la següent descripció:
Bandera apaïsada, de proporcions dos d'alt per tres de llarg, blau clar, amb el revers de la mà dreta blanca i vestida amb el puny de fistó de cinc dents corbes negre de l'escut, d'alçària 7/9 de la del drap i amplària 8/27 de la llargària del mateix drap, al centre.
Va ser aprovada el 5 de juny de 2009 i publicada en el DOGC el 22 de juny del mateix any amb el número.